# Ilyrgis subsignata
Ilyrgis subsignata là một loài bướm đêm trong họ Noctuidae.